# Hove å
Hove å är ett vattendrag på ön Sjælland  i  Danmark. Ån har sin källa i närheten av Sengeløse. Den tar emot vatten från Råmosen i Ballerup och Porsemosen söder om Ledøje samt via Vasby å, Spang å och Nybølle å. Den mynnar i Roskilde Fjord.